# Conselho Nacional para a Democracia e Desenvolvimento
O Conselho Nacional para a Democracia e Desenvolvimento (em francês:  Conseil National de la Démocratie et du Dévelopement) foi uma junta militar que governou a Guiné entre 2008 e 2010.
O CNDD tomou o poder através de um golpe de Estado ocorrido em 23 de dezembro de 2008, após a morte no dia anterior de Lansana Conté, o então máximo mandatário do país. 
O líder da junta, o capitão Moussa Dadis Camara, assumiu o poder no dia seguinte. Em 25 de dezembro, o primeiro-ministro Ahmed Tidiane Souaré e a maior parte do governo juram lealdade à junta e, em 30 de dezembro, o CNDD nomeia Kabiné Komara como primeiro-ministro. Vítima de uma tentativa de assassinato em 3 de dezembro de 2009, Moussa Dadis Camara teve que renunciar e deixar a presidência interina da República para Sékouba Konaté, que lidera a transição até a eleição de Alpha Condé. Assim, junta seria dissolvida com o estabelecimento de um governo civil em 21 de dezembro de 2010.

## Membros
Em 23 de dezembro, o CNDD anunciou que os membros do Conselho naquele momento eram os seguintes:
1. Capitão Moussa Dadis Camara - anteriormente chefe da unidade de abastecimento de combustível do exército[5]
2. Brigadeiro General Mamadou Camara
3. Tenente Coronel Sékouba Konaté - anteriormente chefe de uma unidade de elite do exército[5]
4. Tenente Coronel Mathurin Bangoura
5. Tenente Coronel Aboubacar Sidiki Camara
6. Comandante Oumar Baldé
7. Comandante Mamadi Mara
8. Comandante Almamy Camara
9. Tenente Mamadou Bhoye Diallo
10. Capitão Kolako Béavogui
11. Tenente Coronel Kandia Mara
12. Coronel Sékou Mara
13. Morciré Camara
14. Alpha Yaya Diallo
15. Tenente Coronel Mamadou Korka Diallo
16. Capitão Kéléti Faro
17. Tenente Coronel Fodéba Touré
18. Comandante Cheick Tidiane Camara
19. Coronel Sékou Sako
20. Subtenente Claude Pivi
21. Tenente Saa Alphonse Touré
22. Moussa Kéïta
23. Aédor Bah
24. Comandante Bamou Lama
25. Mohamed Lamine Kaba
26. Capitão Daman Condé
27. Comandante Amadou Doumbouya
28. Tenente Moussa Kékoro Camara
29. Issa Camara
30. Tenente Coronel Abdoulaye Chérif Diaby
31. Doctor Diakité Aboubacar Chérif
32. Mamadi Condé
33. Subtenente Cheick Ahmed Touré